# Alexandra Anstrell
Anna Maria Alexandra Anstrell (tidigare Eliasson), född 18 december 1974 i Mörsils församling, Jämtlands län, är en svensk civilekonom och politiker (moderat). Hon är ordinarie riksdagsledamot sedan valet 2018. Hon var ersättare i riksdagen under mandatperioden 2014–2018.
Anstrell avlade en ekonomie kandidatexamen vid Uppsala universitet 2010. Hon har även studerat grundkurser i juridik och pedagogik.